# Красимир Тодоров
Красимир Тодоров е български художник.

## Биография
Роден е в Плевен през 1959 г. 
Завършва Великотърновския университет „Св. св. Кирил и Методий“ през 1984 г., специалност „Графика“.
От 1988 г. до 2016 г. е преподавател по изобразително изкуство в Педагогическия колеж – Плевен, към Великотърновския университет „Св. св. Кирил и Методий“.
Твори в областта на живописта и графиката. Има 9 самостоятелни изложби в България. Участва в национални художествени изложби и в експозиции на българско изобразително изкуство в Германия, Чехия, Кипър, Белгия, Нидерландия и др.
2017 – Награда за изобразително изкуство „Св. Пимен Зограф“ на Представителството на СБХ – Плевен и Община Плевен.